# Adeline Magloire Chancy
Pour les articles homonymes, voir Chancy.
Adeline Magloire Chancy, née en 1931 à Port-au-Prince, est une éducatrice, académicienne de l'Académie du créole haïtien et ancienne ministre à la Condition féminine et aux Droits des femmes de la République d'Haïti, de 2004 à 2006.

## Biographie
Adeline Chancy est née en 1931 à Port-au-Prince, en Haïti. Elle est éducatrice de carrière, diplômée de l'École normale supérieure d'Haïti, de l'École de droit de l'Université d'Haïti et détentrice d'une maitrise ès Arts en andragogie de l'Université de Montréal. Elle est l'épouse du professeur Max Chancy, professeur de philosophie et militant politique, aujourd'hui décédé. Ils ont trois fils : Bernard Chancy, Jean-Pierre Chancy et Michel Chancy. Dès le début des années 1960, elle milite, pour la démocratie et pour les droits des femmes sous la dictature des Duvalier. Sa famille doit partir en exil en 1965 et demeurera au Canada jusqu'en 1986.
À Montréal, tout en menant une carrière professionnelle dans l'enseignement secondaire, elle poursuit ses activités sociales et politiques dans la communauté haïtienne et dans la société québécoise. Adeline Chancy est choisie par le gouvernement du Québec pour faire partie d'une commission chargée de veiller à l'implantation de politiques d'intégration des immigrants. Elle poursuit sa carrière, par la suite, à la Commission des droits de la personne du gouvernement du Québec, où on lui confie le dossier du racisme,.
Au Canada, elle est pionnière dans les activités d'alphabétisation à la Maison d'Haïti et au sein du Regroupement des Groupes populaires en alphabétisation à l'échelle du Québec. Ainsi, elle participe à la définition des politiques d'alphabétisation et d'éducation des adultes, aussi bien par des activités éducatives directes que par des conférences et des publications. Sa thèse de maîtrise, publiée par la librairie de l'Université de Montréal en 1981, traite de l'analphabétisme chez les femmes immigrantes haïtiennes.
Au cours des années 1970 et 1980, elle est membre du Congrès des femmes noires du Canada (en). Partout où elle intervient, elle plaide pour la reconnaissance et la valorisation de la langue créole. En 1983, elle a été l'initiatrice de la première Journée internationale du Créole à Montréal, le 28 octobre. En 1984, elle anime un séminaire d'un mois sur le créole haïtien à Cuba, à Casa de las Américas.
Dans le secteur public et au niveau gouvernemental en Haïti, elle a été appelée à des postes de responsabilité. En 1986-1987, elle exerce la fonction de directrice de la formation à l'Office national pour la participation et l'éducation populaire (ONPEP). De mars 1996 à octobre 1997, elle est secrétaire d'État à l'Alphabétisation et, du 12 mars 2004 au 9 juin 2006, elle est ministre à la Condition féminine et aux Droits des femmes dans le gouvernement de Gérard Latortue. Son mandat est marqué par le décret du 6 juillet 2005, reconnaissant le viol comme crime contre la personne et abolissant des dispositions discriminatoires vis-à-vis des femmes dans le Code pénal.
Sur les thèmes relatifs aux droits des femmes, l'alphabétisation, le créole, Adeline Magloire Chancy a prononcé des conférences et écrit de nombreux articles parus dans diverses revues et autres publications,,,,.
En novembre 2014, Adeline Chancy est nommée chevalier de la Légion d'honneur.

## Publications
- 1981 : L'alphabétisme chez les femmes immigrantes haïtiennes, Librairie de l'Université de Montréal.
- 1982 : Lagramè, Grammaire créole, Maison d’Haïti, Montréal, 1982.
- 1984 : Koumbit pou envante mo nèf, Bannzil : Colloque sur la Créativité Lexicale, Ile de la Réunion, avril 1984, SOBATKOZ, revue du GREC, no. 3, pp. 30-32, edisyon Ziskakan, La Réunion, 1985.
- 1986 : Faut-il nommer le racisme ?, Montréal, CIDIHCA.
- 1994 : Batay pou alfabetizasyon se batay pou dwa fondamantal pèp la, Colloque 10e : Éducation en Haïti, pp. 28-39, New York, 1994.
- 2002 : Jounen Entènasyonal Lang Kreyòl, Inauguration du mois de Créole, Montréal, 28 oktòb 2002.
- 2004 : Plaidoyer pour une politique linguistique nationale, Rencontre, revue du Cresfed, no 19, pp. 32-36, Port-au-Prince, 2004.
- 2012 : Pou ki sa 28 oktòb ?, Faculté de Droit des Gonaïves, 16 octobre 2012.